# Czajcze (województwo zachodniopomorskie)
Czajcze (niem. Kösliner Deep) – nieistniejąca już osada, uroczysko w północno-zachodniej Polsce położona w woj. zachodniopomorskim, w gminie Sianów na mierzei między Bałtykiem i jeziorem Jamno. 
Obecnie (od ponad 50 lat) ta miejscowość nie istnieje. Można jeszcze w terenie znaleźć pozostałości po budynkach (fundamenty). 

## Historia
Według niemieckich źródeł wieś powstała na przełomie XIV i XV wieku. Czajcze zawsze było małą osadą, liczącą z górą kilkanaście chałup krytych strzechą. Od południa jezioro Jamno, od północy Morze Bałtyckie - takie położenie zdecydowało o jej typowo rybackim charakterze. Niemiecka nazwa osady Czajcze: Depe, Deep, Deip prawdopodobnie wywodzi swoją nazwę od płynącej wody (niem. Laufende Tief – płynący nurt), a więc od kanału który znajdował się w pobliżu wsi. Pierwotny kanał znajdował się na wschód od osady – między Czajcze a Łazami. Miał około 1 km szerokości, lecz nie było to jednolite koryto rzeczne, tylko kilka mniejszych kanałów poprzedzielanych płyciznami, a nawet niskimi łachami piachu. Pierwsi osadnicy przybyli na mierzeję z Fryzji. Najdawniejszej historii miejscowości poświęcono w opracowaniach niemieckich niewiele miejsca. 
Polskich opracowań o Czajczu, poza niewielkimi wzmiankami przy okazji omawiania handlu morskiego Koszalina, praktycznie brak. W 1356 osada przechodzi na własność miasta Koszalina. Wkrótce w osadzie koszalinianie budują składy towarowe dla kupców koszalińskich. Od tego czasu zaczyna się kariera portowa osady.

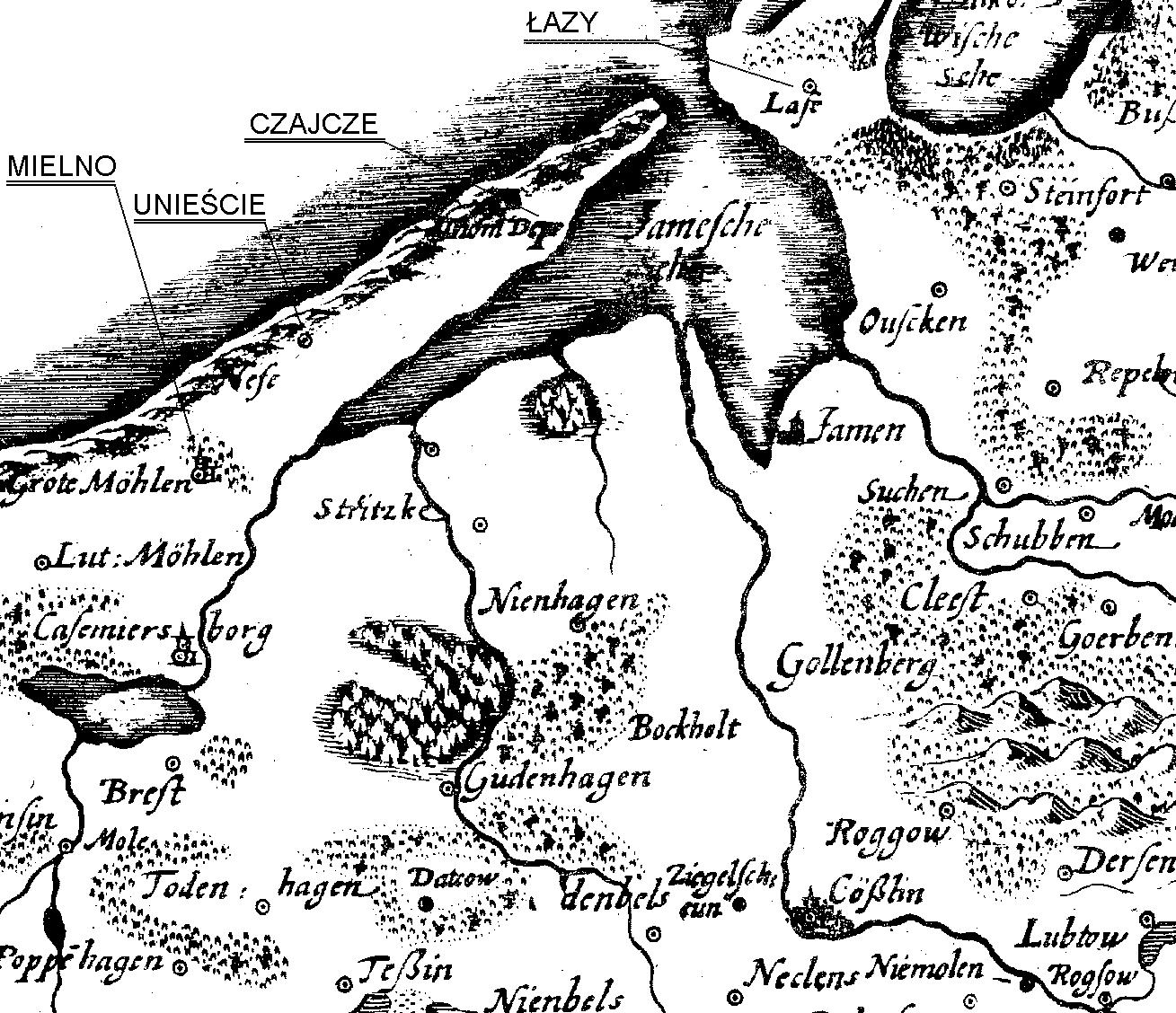
Fragment mapy Lubiniusa z 1625 r.

Ciągła eksploatacja lasów porastających wydmy przyczyniła się do znacznego pogorszenia warunków żeglugowych po kanale łączącym jezioro z morzem, a co za tym idzie coraz mniejsze wykorzystanie portu w Czajczem. Po wielkim sztormie w 1552 roku korzystanie z kanału stało się praktycznie niemożliwe. W 1690 roku do kanału mogły już tylko wpływać niewielkie łodzie rybackie. Podejmowane próby oczyszczenia przesmyku przez koszalińskich kupców, a także chłopów z Jamna, Łabusza, Unieścia i Czajcza nastręczały ogromnych trudności. Dlatego też w 1801 wykopano nowy kanał w najwęższym odcinku mierzei, około 700 metrów na zachód od osady. Kanał przebiegał zygzakiem, miał około 500 metrów szerokości i był głęboki na ok. 3 metry.
Lecz obiekt został źle wykonany, brzegi nie były niczym umocnione ani zabezpieczone. Już po roku kanał nie nadawał się ponownie do żeglugi. Został zamulony przez piasek i kamienie. Kolejną próbę udrożnienia podjęto w 1819 z inicjatywy burmistrza Brauna. Główne prace polegały na wyprostowaniu przebiegu kanału oraz umocnieniu wydm poprzez ich obsadzenie sadzonkami sosny, olchy i jesionu. Mimo prac pogłębiających kanału, już tego samego roku pojawiła się niewielka mielizna w środku koryta kanału, która niestety się stale powiększała. W 1856 roku wyspa miała już wielkość kilku morg. Zarządzeniem senatu Koszalina wyspę obsadzono trzciną, a z czasem założono na niej ptasi rezerwat. Od ok. 1860 roku kanałem mogły się przeprawiać znów tylko małe łodzie rybackie. 
Kolejny projekt ratowania i udrożnienia kanału powstał w 1903. Zakładał on umocnienie brzegu kanału rzędami pali długości 5-6 metrów o przekroju 20–30 cm, wbitymi wzdłuż brzegu, za którymi miano posadzić karłowate krzewy dla zespojenia piasku. Piasek dodatkowo miały umocnić cementowe bloki o długości 1 metra i grubości 50 x 50 cm. Po dwóch latach okazało się, że zabezpieczenia są za słabe. W 1906 wymieniono pale na inne – dłuższe (teraz 8 metrów) i grubsze (o przekroju 40 cm). Posadzono więcej krzewów i wykonano mocniejsze betonowe bloki. Remont zakończono w 1913 roku. Wreszcie konstrukcje okazały się na tyle wytrzymałe i wystarczające, iż kanał mógł być normalnie użytkowany.
Mimo tego kanał wymagał stałej kontroli i bieżącego oczyszczania. Zobowiązani zostali do tego rybacy z Czajcz i Unieścia, w zamian mieli prawo do połowów w kanale. Od tego czasu pływały też tędy oprócz łodzi rybackich statki wycieczkowe, które prowadziły regularną komunikacje po jeziorze Jamno i okazjonalne rejsy wycieczkowe na morze (jeden ze stateczków - 90 osobowa łódź, w sezonie letnim prowadziła rejsy nawet do Kołobrzegu. W takim stanie kanał dotrwał do 1945 roku. Komunikacja z miejscowością Czajcze zawsze była uciążliwa i długa. Najszybciej można zawsze było dostać się drogą wodną przez jezioro z Jamna lub Łabusza, lub ewentualnie nadkładając drogi od strony Łaz. Zimą najczęściej trasa wiodła poprzez zamarznięte jezioro. 

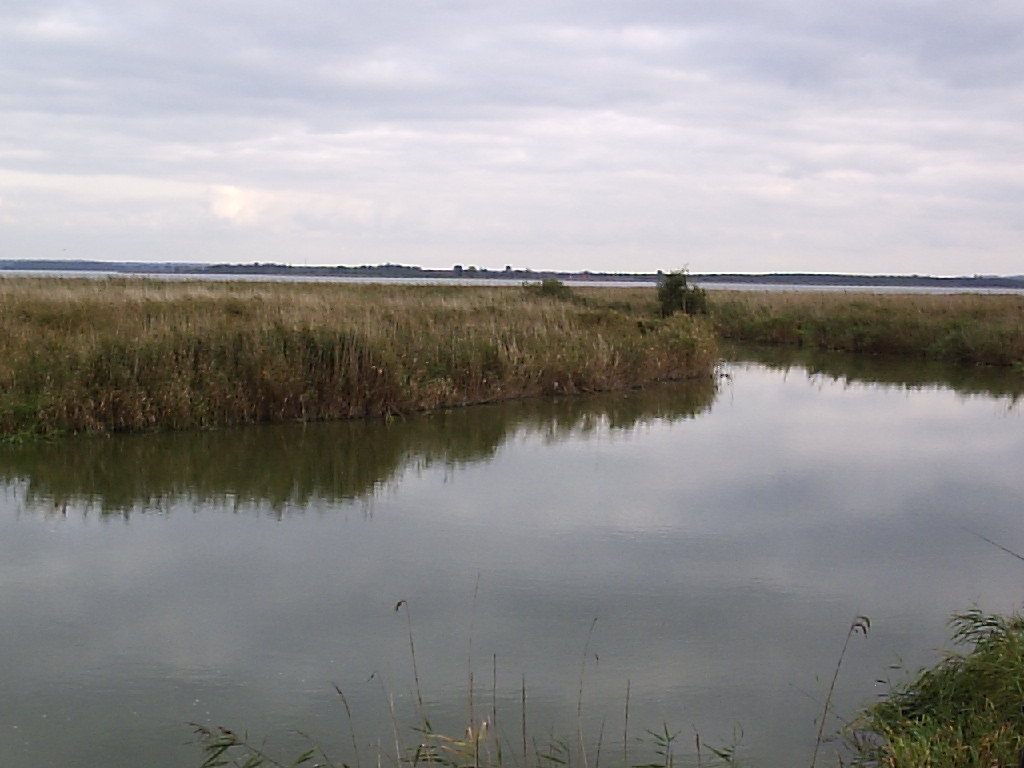
Jamieński Nurt łączący jezioro z morzem

Odkąd w 1913 roku uruchomiono plażową linię tramwajową z Koszalina do Unieścia połączenie było łatwiejsze, ale i tak od Unieścia do kanału było ok. 2 km, a od kanału do Czajcz jeszcze 700 metrów. Nad kanałem przerzucony był stromy wysoki most. Dzięki któremu osada była połączona drogą polną z Unieściem. Na temat tego mostu niewiele dziś wiadomo. Wiemy tylko że był dość szeroki – dwa wozy konne mogły się minąć, długi – kanał miał w owym czasie 500 metrów szerokości i wysoki (pod mostem swobodnie przepływały łodzie rybackie i statki wycieczkowe. Po moście przeganiano bydło z osady na pastwiska położone w pobliżu Unieścia. 
Konstrukcja mostu na pewno była drewniana. Most przetrwał do 1945 roku. W 1939 roku w Czajczach mieszkało 145 osób.
W marcu 1945 roku Czajcze zajęli Rosjanie. Część mieszkańców zdążyła się ewakuować samolotami z bazy lotniczej w Unieściu. O pozostałych mieszkańcach niewiele wiadomo. W 1947 roku opuszczoną osadę zasiedlili polscy osadnicy. Mieszkali jednak tu tylko do 1951 roku, do momentu wydania przez ówczesne władze zarządzenia o likwidacji osady i przeznaczeniu terenu na potrzeby wojska. Teren ten przekazano Wojskom Ochrony Pogranicza. Od 1951 roku osada Czajcze przestała istnieć.
Nazwę Czajcze wprowadzono urzędowo w 1948 roku, zastępując poprzednią niemiecką nazwę Deep.
W latach 1946–1954 należały do gminy Sucha Koszalińska, w latach 1954–1959 do gromady Sucha Koszalińska, a w latach 1959–1972 do gromady Sianów. W latach 1973–1976 należały do gminy Sianów. 15 stycznia 1976 włączono je do gminy Mielno. 1 stycznia 2023 roku włączono je z powrotem do gminy Sianów.